# Blitz (banda)
Blitz é uma banda de rock brasileira, formada em 1981 no Rio de Janeiro, sendo uma das precursoras do rock nacional.
Originalmente formada por Evandro Mesquita (vocal, violão e gaita), Ricardo Barreto (guitarra), Guto Barros (guitarra), Júnior Homrich (baixo), Zé Luís (saxofone) e Lobão (bateria).
A formação clássica da banda consistia em Evandro Mesquita, Ricardo Barreto, Lobão, Fernanda Abreu (vocal de apoio), Marcia Bulcão (vocal de apoio), Antônio Pedro Fortuna (baixo) e Billy Forghieri (teclados).

## História

### As Aventuras da BlitzeRádio Atividade
Em 1981, Evandro Mesquita, através de sua namorada na época, conseguiu um convite para tocar no Caribe, bar que o empresário Mauro Taubman, dono da grife Company, estava inaugurando no bairro de São Conrado. Embora na época tocasse apenas por passatempo com alguns conhecidos como Ricardo Barreto e Lobão, aceitou e recrutou mais alguns músicos para completar a banda e fazer a apresentação na estreia do bar, em 21 de fevereiro. Devido às constantes blitz que os músicos passavam para ir ao ensaio, o baterista Lobão deu a ideia de batizar a banda de Blitz. O primeiro show realizado pela Blitz gerou grande repercussão nos dias seguintes entre os banhistas.
Passado algum tempo, Zé Luís e Guto deixaram a banda e Júnior foi substituído por Arnaldo Brandão, que por sua vez deu lugar a Cláudia Niemeyer. Descontente com os atrasos de Lobão nos ensaios e com o então amadorismo da banda, Cláudia deixou o grupo, tendo o seu lugar ocupado por Antônio Pedro Fortuna. Com o objetivo de manter a interação durante as canções nos shows, o conjunto decidiu que seria bom ter backing vocals femininas. Assim, a formação se estabilizou em janeiro de 1982 com Fernanda Abreu e Marcia Bulcão nos backing vocals, Ricardo Barreto na guitarra, Antônio Pedro no baixo, William "Billy" Forghieri nos teclados, além do próprio Evandro no vocal e Lobão na bateria. Em 15 de janeiro de 1982 a banda sobe no palco do Circo Voador. A repercussão chamou atenção da EMI, que assinou contrato com a banda e, em 20 de julho, é lançado o primeiro single, "Você Não Soube Me Amar". Em três meses o compacto com apenas essa faixa vendeu 100 mil cópias, se tornando a canção de maior sucesso deles. Na sequência foi lançado o primeiro álbum, As Aventuras da Blitz 1, que vendeu 300 mil cópias e gerou grande repercussão pela mistura de músicas humoradas e figurinos futuristas.
As divergências artísticas de Lobão e Evandro cresciam descontroladamente e, dias depois do lançamento do disco, Lobão decidiu deixar a banda, sendo substituído por Roberto Gurgel "Juba" na bateria. A banda se tornou uma das pioneiras do movimento do rock brasileiro da década de 1980. O segundo single lançado, "Mais Uma de Amor (Geme Geme)", se tornou o segundo maior sucesso da banda, embora tenha esbarrado na censura pela composição com teor sexual. "Cruel Cruel Ezquizofrenético Blues" foi lançada como terceiro single. Em junho de 1983 é lançado o novo single do grupo, "Dois Passos do Paraíso", trazendo uma temática mais leve para que não fosse barrada pela censura. Na sequência é lançada "Betty Frígida", a canção mais ácida da banda, que contava a história de uma relação sexual que foi ruim para ambos os lados.
Em 10 de setembro é lançado o segundo álbum, Radioatividade, com uma grande festa organizada na sede da EMI, que reuniu grandes artistas como Caetano Veloso e Paulo Cézar Lima. A turnê da banda, dirigida por Patrícya Travassos, alcançou um público recorde e os primeiros shows bateram 50 mil pessoas. O terceiro e último single lançado foi "Weekend". O álbum foi o 46º mais vendido no Brasil em 1983, de acordo com a Nopem.

### Blitz 3e separação
Em 23 de março de 1984, o grupo participou do especial infantil Plunct, Plact, Zuuum... 2, da Rede Globo, onde também interpretaram uma nova faixa, "A Verdadeira História de Adão e Eva", incluída na trilha sonora do programa. Em 7 de julho o grupo realiza seu show de maior repercussão na Praça da Apoteose, que arrastou 30 mil pessoas. Em 14 de setembro a banda estrela seu próprio especial na Rede Globo, Blitz contra o Gênio do Mal, misturando dramaturgia e musical. Logo após é lançado o novo single, "Egotrip".
O terceiro álbum, Blitz 3, é lançado em 15 de dezembro, tendo três formatos com capas diferentes, produzidas pela empresa de design A Bela Arte.
Em 1985, a banda se apresentou em duas datas da primeira edição do Rock in Rio: 13 de janeiro, para um público de 110 mil pessoas, e 20 de janeiro, para 200 mil pessoas. Logo após, "Eugênio" e "Louca Paixão" foram lançados como segundo e terceiro singles do álbum, respectivamente. Nesta época, tocaram na União Soviética, durante o 12ª Encontro Mundial da Juventude Democrática, num show transmitido pela rádio estatal soviética.
A superexposição e a demanda exagerada de trabalho gerou conflitos internos e os integrantes entenderam que era hora de dar um hiato nos trabalhos da banda, anunciando que trabalho seguinte, intitulado O Último da Blitz, seria o último. No entanto, o álbum nunca chegou a ser gravado, uma vez que Ricardo e Márcia deixaram a banda no final de 1985 e, em 3 de março de 1986, a banda anunciou sua separação oficial.

### Retorno,Blitz ao VivoeLínguas
Em 1994, a canção "Mais Uma de Amor (Geme Geme)" foi incluída na trilha sonora da novela A Viagem, da Rede Globo. No mesmo ano, alguns ex-integrantes se reuniram por 5 anos e gravaram os álbuns Blitz ao Vivo em 1994 e Línguas em 1997, período onde trocam de gravadora duas vezes. Formação durante o período da turnê de 1994-95: Evandro Mesquita, Juba, Ricardo Barreto, Antônio Pedro, Billy Forghieri, os estreantes Zero Telles na percussão (músico de apoio) e Hannah Lima nos vocais, ao lado da veterana Márcia Bulcão.

### Segundo retorno e estabilidade
Em 2006, a banda se reúne novamente e lançou os álbuns Blitz ao Vivo e a Cores e Eskute Blitz, apenas com Evandro Mesquita, Juba e Billy Forghieri como membros remanescentes.
Em 2017, o álbum Aventuras II, lançado em 2016, foi indicado ao Grammy Latino de Melhor Álbum de Rock Brasileiro.

## Discografia

### Álbuns de estúdio
- (1982) As Aventuras da Blitz 1
- (1983) Rádio Atividade
- (1984) Blitz 3
- (1997) Línguas
- (2009) Eskute Blitz
- (2016) Aventuras II
- (2023) Supernova
- (2025) NuDusOutros

### DVDs e álbuns ao vivo
- (1994) Blitz ao Vivo
- (2007) Blitz ao Vivo e a Cores
- (2010) Eskute & Veja Blitz
- (2013) Multishow Registro: Blitz 30 Anos - Ipanema
- (2017) Blitz no Circo Voador

## Integrantes

### Formação atual
- Evandro Mesquita: vocal, violão, guitarra (1981 - 1986; 1994 - presente)
- Billy Forghieri: teclados (1982 - 1986; 1994 - presente)
- Juba: bateria e vocal de apoio (1982 - 1986; 1994 - presente)
- Andréa Coutinho: vocal de apoio (2003 - presente)
- Rogério Meanda: guitarra e vocal de apoio (2005 - presente)
- Nicole Cyrne: vocal de apoio (2014 - presente)
- Sara Rosemback: baixo e vocal de apoio (2024 - presente)

### Ex-integrantes
- Guto Barros: guitarra (1981; morreu em 2018)
- Júnior Homrich: baixo (1981)
- Zé Luís: saxofone (1981)
- Arnaldo Brandão: baixo (1981)
- Katia B: vocal de apoio (1981)
- Lobão: bateria (1981 - 1982)
- Fernanda Abreu: vocal de apoio (1982 - 1986)
- Márcia Bulcão: vocal de apoio (1981 - 1985; 1994 - 1995)
- Hannah Lima: vocal de apoio (1994 - 1995)
- Eliane Tassis: vocal de apoio (1997 - 1998)
- Ricardo Barreto: guitarra e vocal de apoio (1981 - 1985; 1994 - 1999)
- Antônio Pedro: baixo e vocal de apoio (1982 - 1986; 1994 - 1999)
- Carla Moraes: vocal de apoio (1997 - 1999)
- Germana Guilhermme: vocal de apoio (1997 - 2000)
- Fábio Lessa: baixo (1999 - 2000)
- Patrícia Mello: vocal de apoio (2000)
- Leonardo Lira: guitarra (2000)
- Maíra Charken: vocal de apoio (2003 - 2004)
- Lancaster Pinto: baixo (2003 - 2004)
- Fernando Monteiro: guitarra (2003 - 2005; substituto 2001)
- Luciana Spedo: vocal de apoio (2004 - 2010)
- Mari Salvaterra: vocal de apoio (2010 - 2012)
- Giovanna Cursino: vocal de apoio (2012 - 2014)
- Cláudia Niemeyer: baixo (1981, 2005 - 2022)
- Alana Alberg: baixo (2022 - 2024) e vocal de apoio (2023 - 2024)